# 塞尔焦·科尔布奇
塞尔吉奥·科尔布奇（1926年12月6日-1990年12月1日）是一位意大利電影導演、編劇、电影制片人。他的作品中既有极其暴力的意大利式西部片，也有不含流血场面的由布德·斯藩塞和特伦斯·希尔主演的动作喜剧片。塞尔焦的弟弟是编剧、导演布鲁诺·科尔布奇。